# Peter Barlow
Pour les articles homonymes, voir Barlow.
 (janvier 2019).
Si vous disposez d'ouvrages ou d'articles de référence ou si vous connaissez des sites web de qualité traitant du thème abordé ici, merci de compléter l'article en donnant les références utiles à sa vérifiabilité et en les liant à la section « Notes et références ».
Compléments
En famille avec : Peter W. Barlow, William Henry Barlow
Peter Barlow, né le 13 octobre 1776 à Norwich et mort le 1er mars 1862 à Woolwich, est un mathématicien et physicien britannique.
Professeur à l'Académie royale militaire de Woolwich (Grand Londres), il devient membre de la Royal Society en 1823.

## Carrière

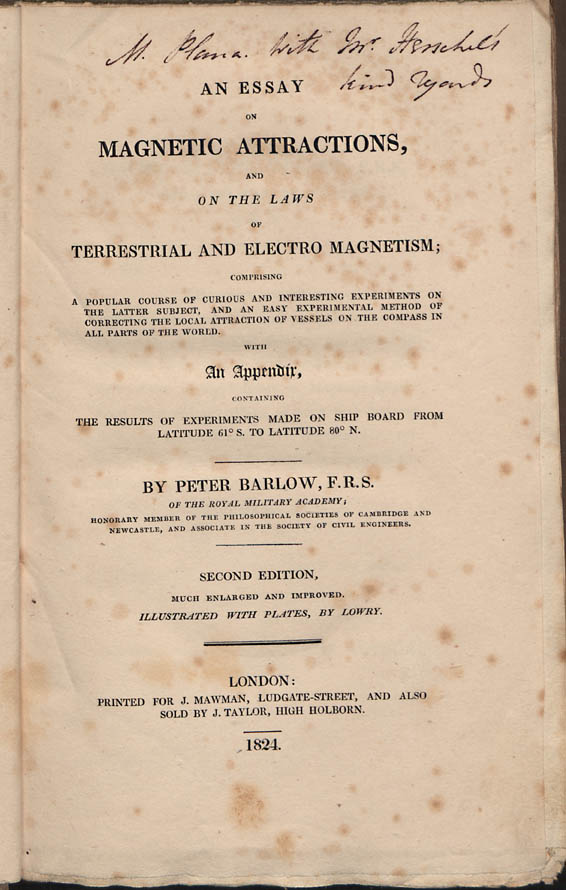
Essay on magnetic attractions, and on the laws of terrestrial and electro magnetism, 1824

Seul le mois et l'année de la naissance de Barlow dans les Norwich ont été enregistrées pour la postérité[Quoi ?]. En 1806, à l'âge de trente ans, il a été nommé capitaine mathématique dans la Royal Military Academy, Woolwich, un poste qu'il a occupé pendant 41 ans. En 1823, il a été membre de la Royal Society et deux ans plus tard, a reçu la médaille Copley. La locomotion à vapeur  a été un de ses principaux sujets d'étude et il a siégé aux commissions de chemin de fer de 1836, 1839, 1842 et 1845. Il a également mené plusieurs enquêtes pour Her Majesty's Railway Inspectorate nouvellement créée au début des années 1840.
Les études de Barlow sur le magnétisme ont conduit à l'importante découverte pratique d'un moyen de correction ou de compensation des erreurs de compas (boussole) dans les navires. Certaines de ses recherches sur le magnétisme ont été effectuées en collaboration avec Samuel Hunter Christie. Outre la compilation de nombreux ouvrages utiles, il a largement contribué à l'Encyclopædia Metropolitana .
Peter Barlow a également apporté plusieurs contributions à la théorie de la résistance des matériaux, dont l'Essai sur la résistance et le fatigue du bois (1817) et le Traité sur la résistance des matériaux. La sixième édition (1867) de ce dernier a été établi par ses deux fils après sa mort et contient une biographie de leur père.
Plusieurs ouvrages sur les mathématiques et la physique ainsi que ses travaux sur le magnétisme (Essai sur le magnétisme, 1820), lui vaudront en 1825 la médaille Copley décernée par la Royal Society of London
En 1822 il ébauche le premier moteur électrique, la roue de Barlow.
Ces travaux dans le domaine de l'optique à partir de 1827 déboucheront sur l'invention de la Lentille de Barlow en 1834.
Il se consacrera ensuite à la construction ferroviaire (Traité sur les matériaux de construction, 1851) et
meurt en 1862 à Woolwich.
Ses fils Peter W. Barlow et William Henry Barlow sont des ingénieurs célèbres du XIXe siècle.